# Casa das Caras (Pontevedra)
A Casa das Caras, também connhecida como Pazo de Barbeito y Padrón, é um edifício do século XVI no coração do centro histórico de Pontevedra, em Espanha. É conhecida como a Casa das Caras por causa dos bustos renascentistas que enfeitam a sua fachada no andar superior.

## Localização
O edifício está localizado no número 4 da praça da Estrela a norte da praça da Ferraría em Pontevedra, Espanha.

## História
A Casa das Caras foi construída por ordem de D. Juan Barbeito e Padrón no final do século XVI para servir de sua casa. Mais tarde, tornou-se propriedade de D. Pedro Aldao, um corajoso militar, Grande Mestre do Campo. Através dos laços dos Barbeito com os Aldao, a casa foi transmitida com o Morgado aos Gayoso-Aldao e destes aos condes de San Román e aos marqueses de Atalaya. Tinha quatro fachadas, as duas principais com vista para a praça da Estrela e a rua Figueroa e outras duas para o actual jardim na parte de trás. A casa foi remodelada nos séculos XVIII e XIX, quando adoptou a sua configuração atual.
A casa foi durante muito tempo uma casa dos correios e no exterior, os cavalos eram amarrados a ferraduras na fachada, enquanto os viajantes descansavam. No século XVIII, quando a estalagem La Estrella foi construída ao lado, a casa passou por uma transformação. Em 1725, uma longa varanda foi construída num dos lados da casa.
No século XIX, os arcos da fachada principal da praça da Estrela, que originalmente tinha arcadas, foram cegados. Diz-se que este cegamento foi realizado entre 1840 e 1860 a fim de tornar o edifício mais estável. A grande varanda lateral na Rua Figueroa também foi recuada. De 1880 a 1908, a casa foi a residência e laboratório do prestigiado fotógrafo Francisco Zagala, um dos primeiros cronistas da cidade.
No século XX, o fotógrafo Ramón Barreiro, alugou-a em 1910 no seu retorno da emigração para o México. No res-do-chão, montou o seu estúdio de fotografia. Durante a construção do edifício dos Sindicatos, o arquitecto Enrique Álvarez foi obrigado a completar a fachada comum de ambos os edifícios. 
Em meados da década de 1980, o seu neto, o actual arquiteto e proprietário do edifício, fez uma reforma completa para transformar a casa na sua residência. Durante esta remodelação, os elementos da arquitetura do edifício foram recuperados.

## Descrição

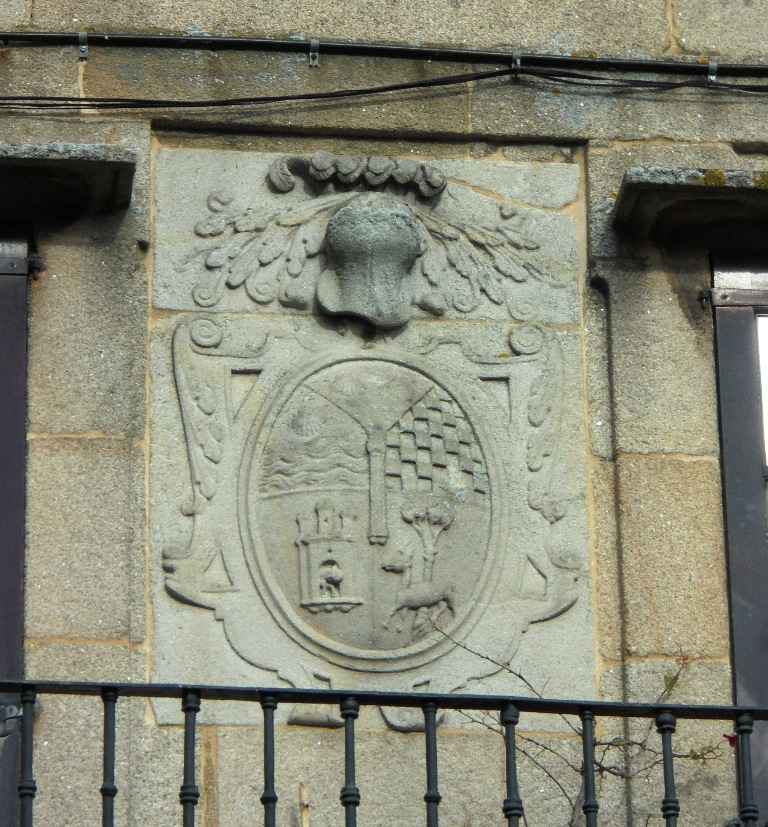
Brasão da Casa das Caras

A casa tem uma planta quadrada e o seu estilo é barroco. Tem uma fachada sóbria do século XVIII de dois andares e um rés-do-chão. Os dois andares superiores têm cinco janelas com orelhas inferiores e superiores.
Entre as janelas do segundo andar da fachada principal encontram-se quatro bustos renascentistas do século XVI cujo significado é incerto. A teoria mais aceite é que pertencem à nobre família de Barbeito e Padrón, proprietária do pazo. Um destes personagens usa óculos. Estes medalhões com uma efígie ou cara de pedra estão na origem do nome popular do edifício.
No centro do primeiro andar há uma varanda ao lado da qual está o brasão de Juan Barbeito y Padrón, no qual se distribuem as armas das linhagens Padrón, Mariño, Valladares e Barbeito.
Na fachada principal ainda se podem ver os contornos das arcadas originais, que foram cegadas. Na fachada lateral, existe uma varanda que se expande para se adaptar à Rua Figueroa. Na fachada posterior, o actual proprietário recuperou algumas mísulas de grande porte durante a sua reforma, bem como os canos do lado da cavalaria. No interior, a casa tem lareiras em andares diferentes, mas no mesmo nível. As chaminés têm duas tiragens térmicas diferentes para cada uma delas.

## Cultura
A história da Casa das Caras aparece no romance Xa vai o griffón no vento, do escritor Alfredo Conde, onde as personagens que lá vivem estão ligadas à Inquisição espanhola. Bartolomé, filho de Juan Barbeito e Padrón, foi nomeado Grande Inquisidor em 1678.
No número 30 da Rua Real existe outra casa com dez caras na sua fachada, pertencente também à família Barbeito.

## Galeria

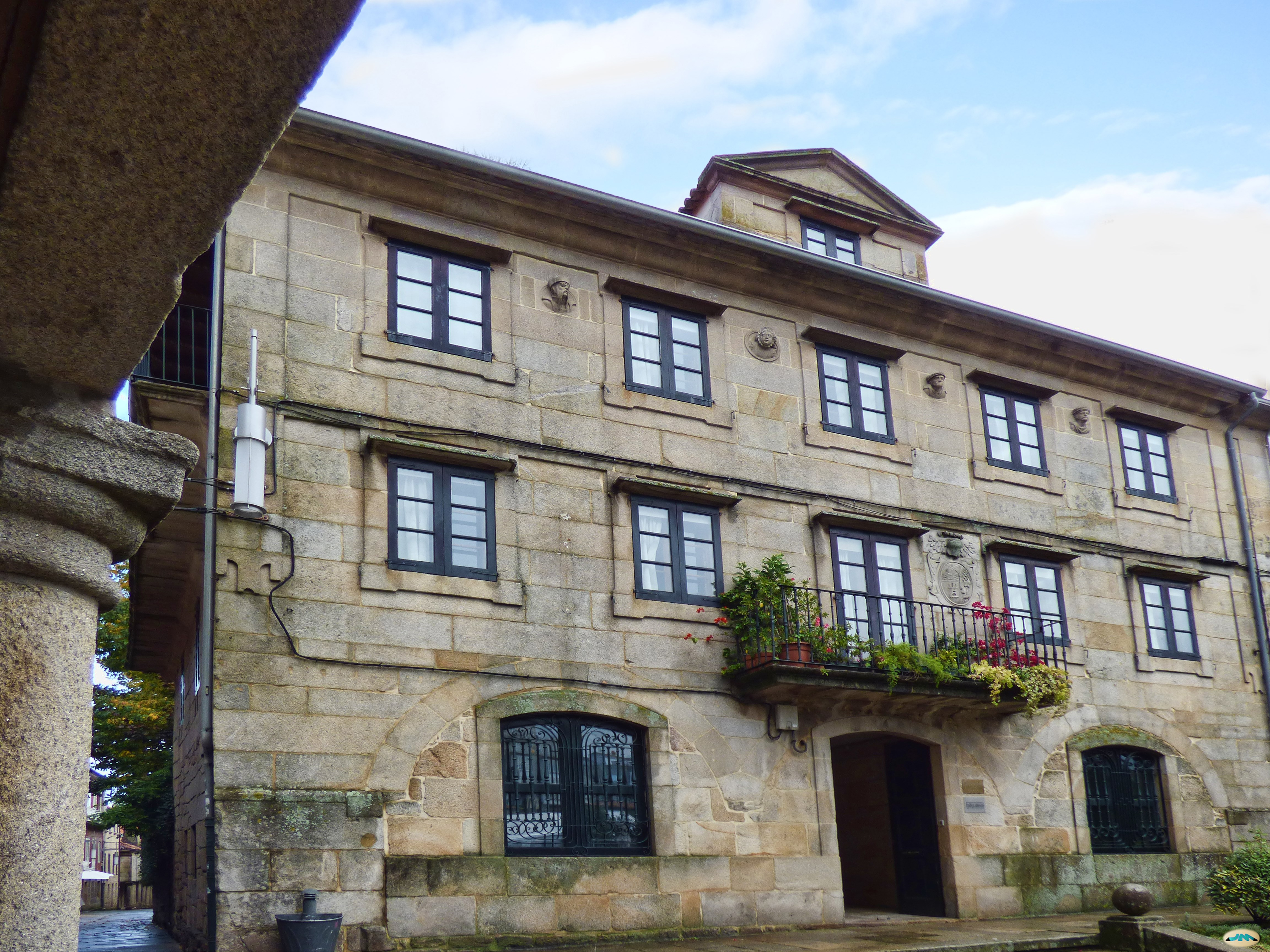
Fachada
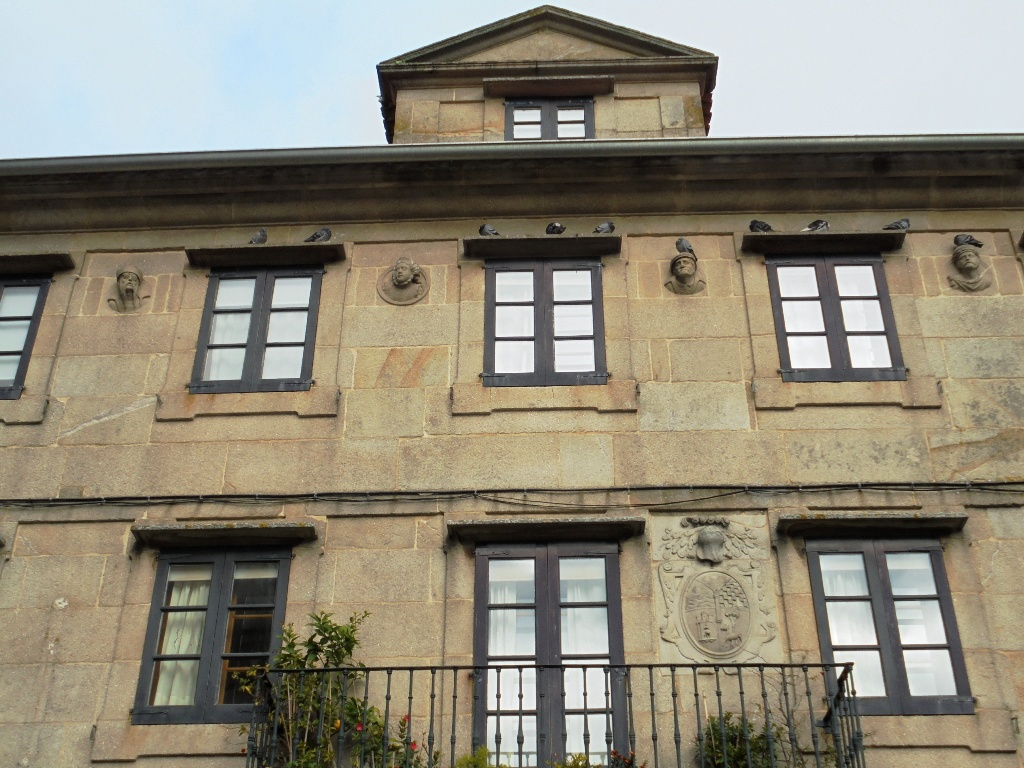
Detalhe da fachada
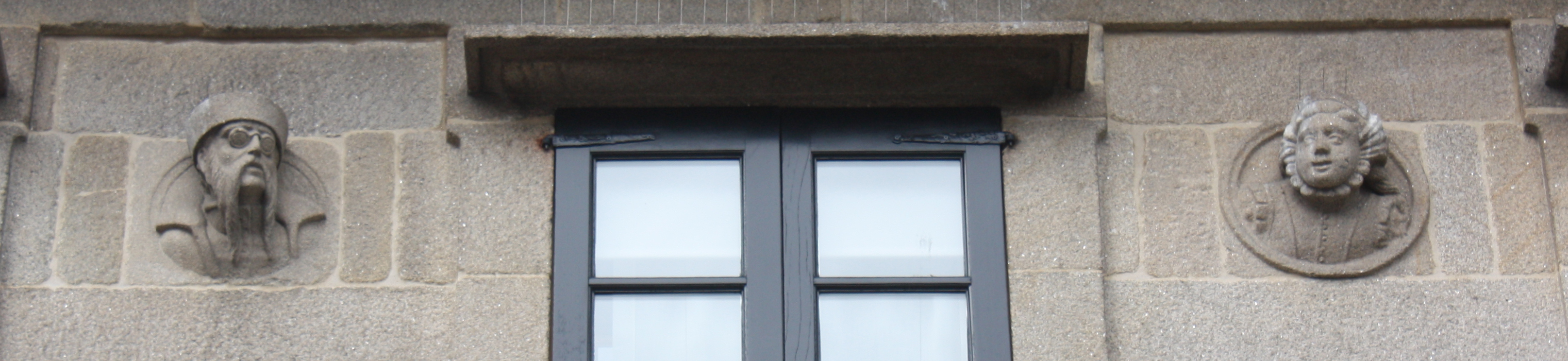
Duas das caras na fachada, a primeira com óculos
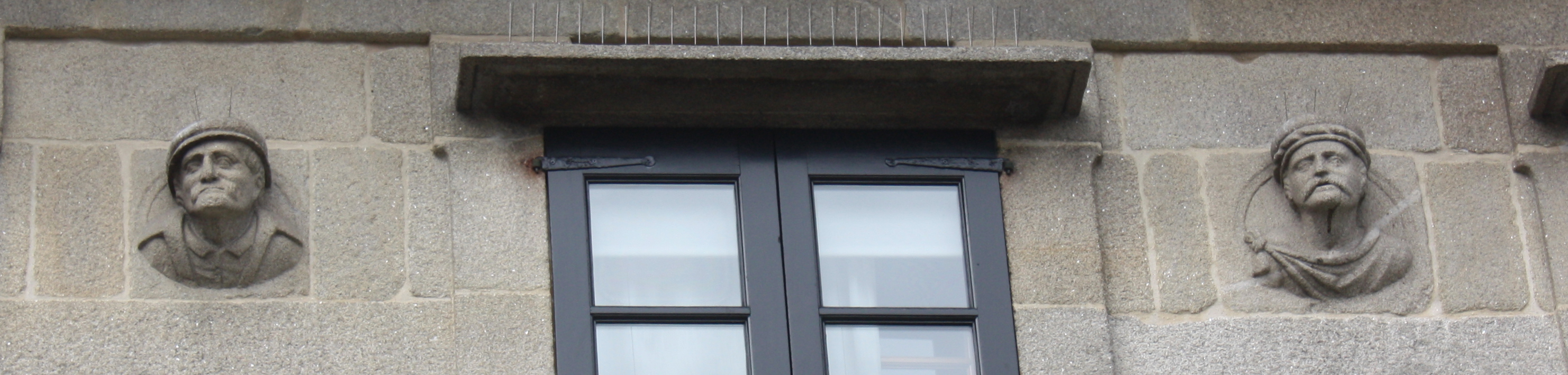
Duas outras caras na fachada
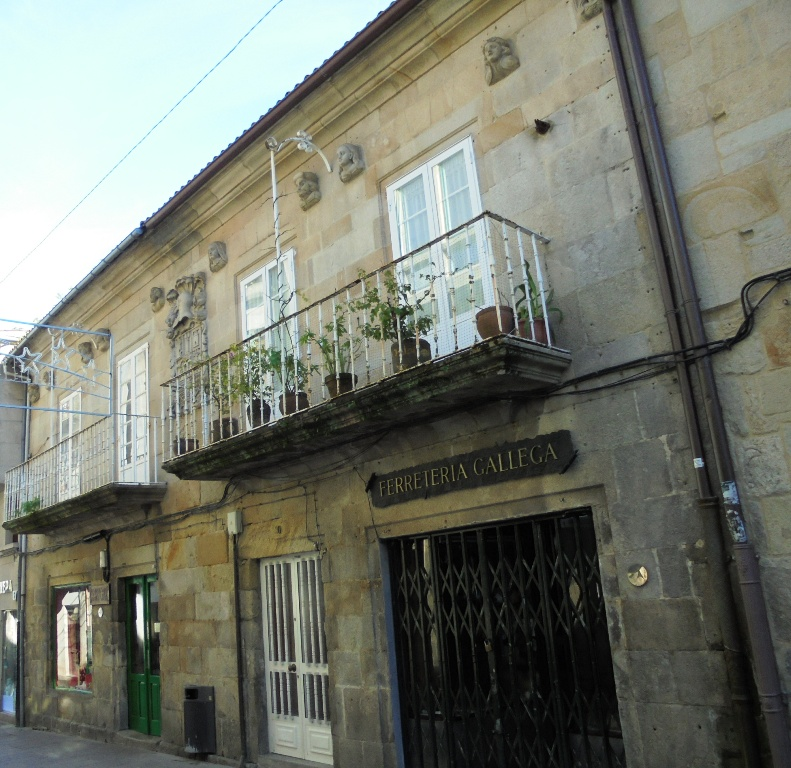
Casa dos Barbeito e Padrón com dez bustos na fachada na rua Real

### Outros artigos
- Casa dos Sinos
- Villa Pilar